# Presbytis natunae
El surili de la isla Natuna (Presbytis natunae) es una especie de primate catarrino de la familia Cercopithecidae. Es endémico de la isla Natuna Besar, Indonesia. La especie fue separa de surili de muslos blancos Presbytis siamensis por Groves en 2001.